# Witzenberg
Witzenberg es un municipio local sudafricano situado en el distrito de Cape Winelands, en la provincia de Cabo Occidental.

## Superficie
Witzenberg tiene una superficie de 10 753 km².

## Demografía
En 2022, tenía 103 765 habitantes, una densidad poblacional de 9,65 hab./km², y 26 227 viviendas.